# Stade Auguste-Delaune
O Stade Auguste-Delune é um estádio de futebol localizado em Reims, na França. É a casa do Stade de Reims, que atualmente disputa a Ligue 1. Esse estádio abrigou uma partida da Copa do Mundo de 1938.